# Projectielpunt
Een projectielpunt of lithische punt is een stenen werktuig, bijna altijd vervaardigd uit een afslag of kling, met een langwerpige vorm en een zeer scherpe eindpunt, min of meer evenwijdig aan de symmetrieas. De manier om een lithische punt te verkrijgen was uiterst gevarieerd, evenals de functie ervan, hoewel ze in de meeste gevallen dienden als uiteinde van een speer, pijl of ander jacht- of gevechtswapen. Er zijn echter ook gevallen waarbij is vastgesteld dat de zogenaamde punten in feite messen waren. 
Afgezien van stenen artefacten die punten worden genoemd maar als messen hadden kunnen worden gebruikt, werden er ook projectielpunten gemaakt van hoorn, ivoor of been, in welk geval ze assegaais of harpoenen worden genoemd. Omdat ze van vergankelijke materialen werden gemaakt worden ze minder vaak gevonden,  maar dit betekent niet dat het gebruik ervan minder frequent was. Archeologen onderscheiden drie basismodi: direct gooien met de arm (wat gebeurde tot het laatpaleolithicum), lancering door middel van een speerwerper, een instrument dat werd gebruikt om assegaais voort te stuwen en dat onafhankelijk werd uitgevonden in de Oude Wereld en in Amerika. Ten slotte zijn er pijlpunten, kennelijk voortgestuwd door een boog, die ook onafhankelijk van elkaar op talloze plaatsen in de wereld (inclusief Amerika) zijn uitgevonden.
Vanuit technisch oogpunt zijn er vele manieren om het scherpe uiteinde te verkrijgen, maar de meest elementaire zijn:
- Punt rechtstreeks verkregen uit de kern met de driehoekige vorm al gedefinieerd, zonder de noodzaak van retoucheren; waarvoor een voorafgaande voorbereiding van de kern vereist is, waardoor de morfologie van het product vooraf kan worden bepaald dankzij een centrale nerf die de breuk geleidt, bijvoorbeeld de Levalloispunt.
- Punt gevormd door de convergentie onder een scherpe hoek van een rand met een abrupte retouche (of naar beneden gerichte rand) met een andere natuurlijke rand van de schilfer of steunplaat. De naar beneden gebogen rand kan recht zijn, zoals het geval is bij de Gravettienpunten, of gebogen, zoals het geval is bij de Châtelperronienpunt. Dit type puntformatie komt ook veel voor bij microlieten, zoals de Australische Adelaidepunt.
- Punt gevormd door de scherpe convergentie van twee mono- of bifaciaal geretoucheerde randen. Afhankelijk van de kwaliteiten van de retouchering zijn er talloze varianten. Moustérienpunten hebben bijvoorbeeld een geschubde retouchering, terwijl Solutréenpunten een vlakke retouchering hebben.

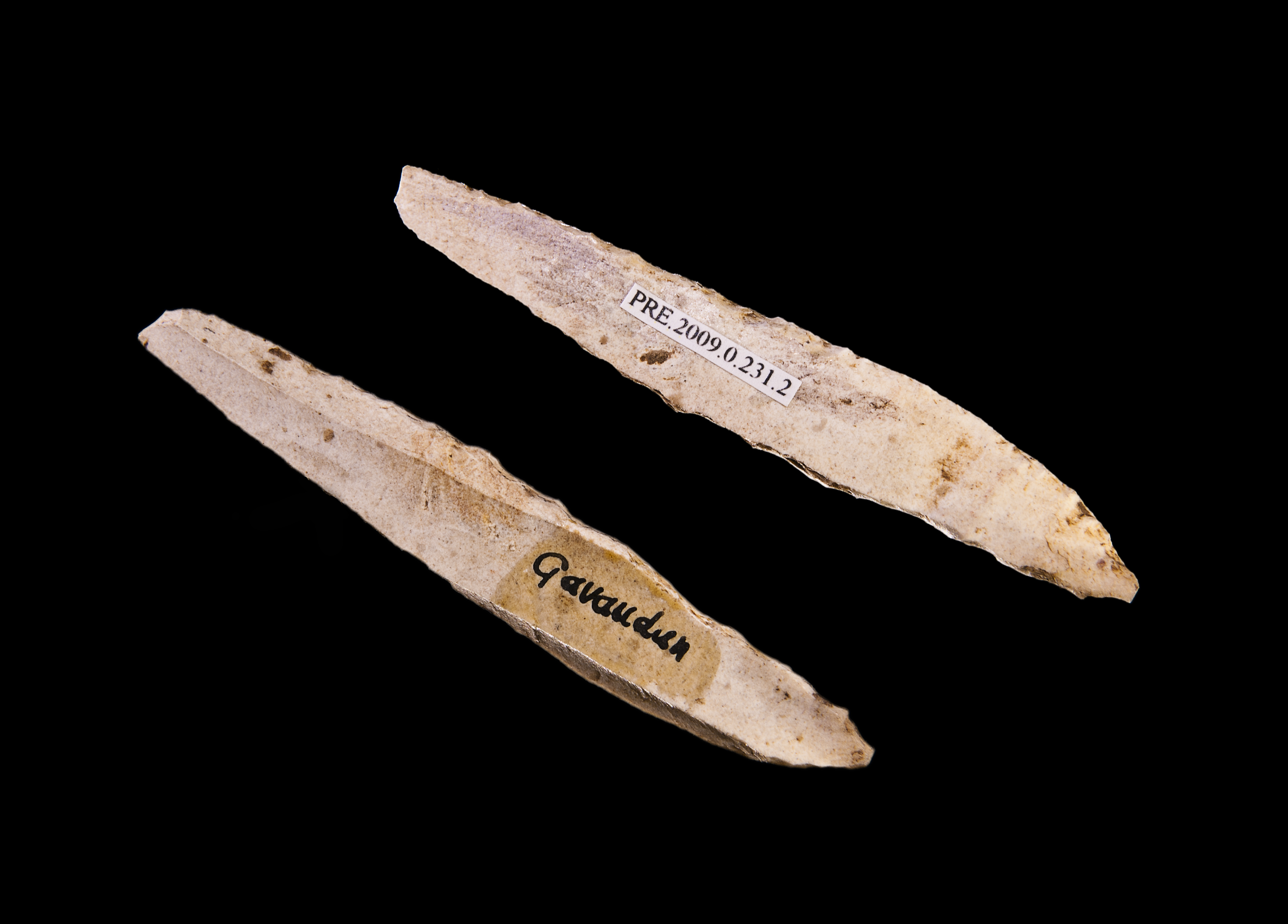
Gravettienpunt
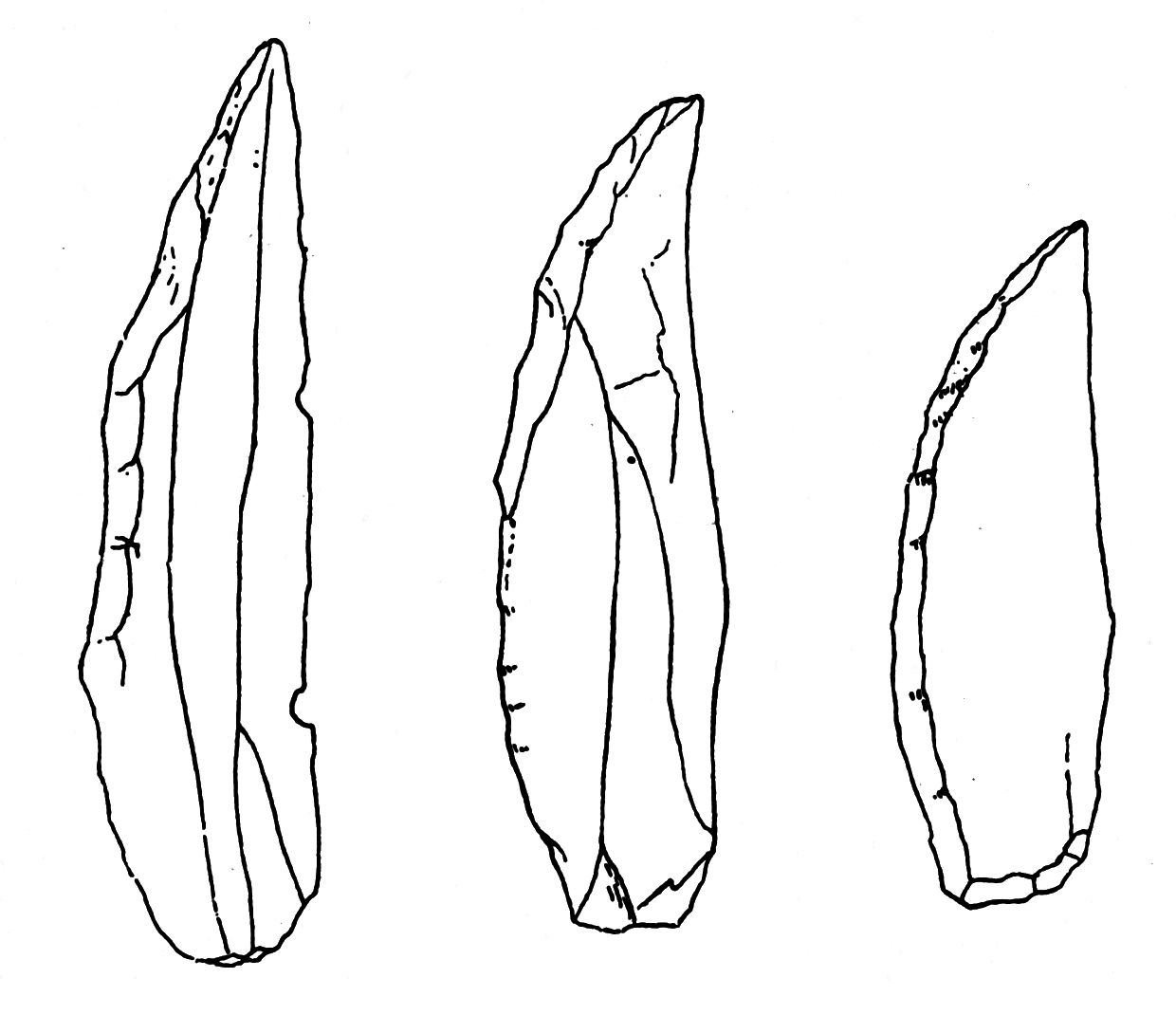
Châtelperronienpunten
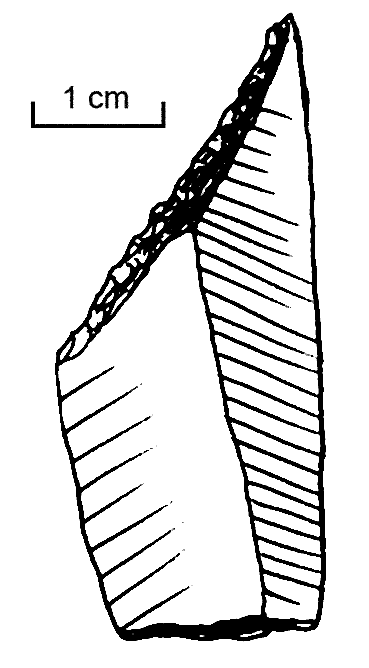
Adelaidepunt
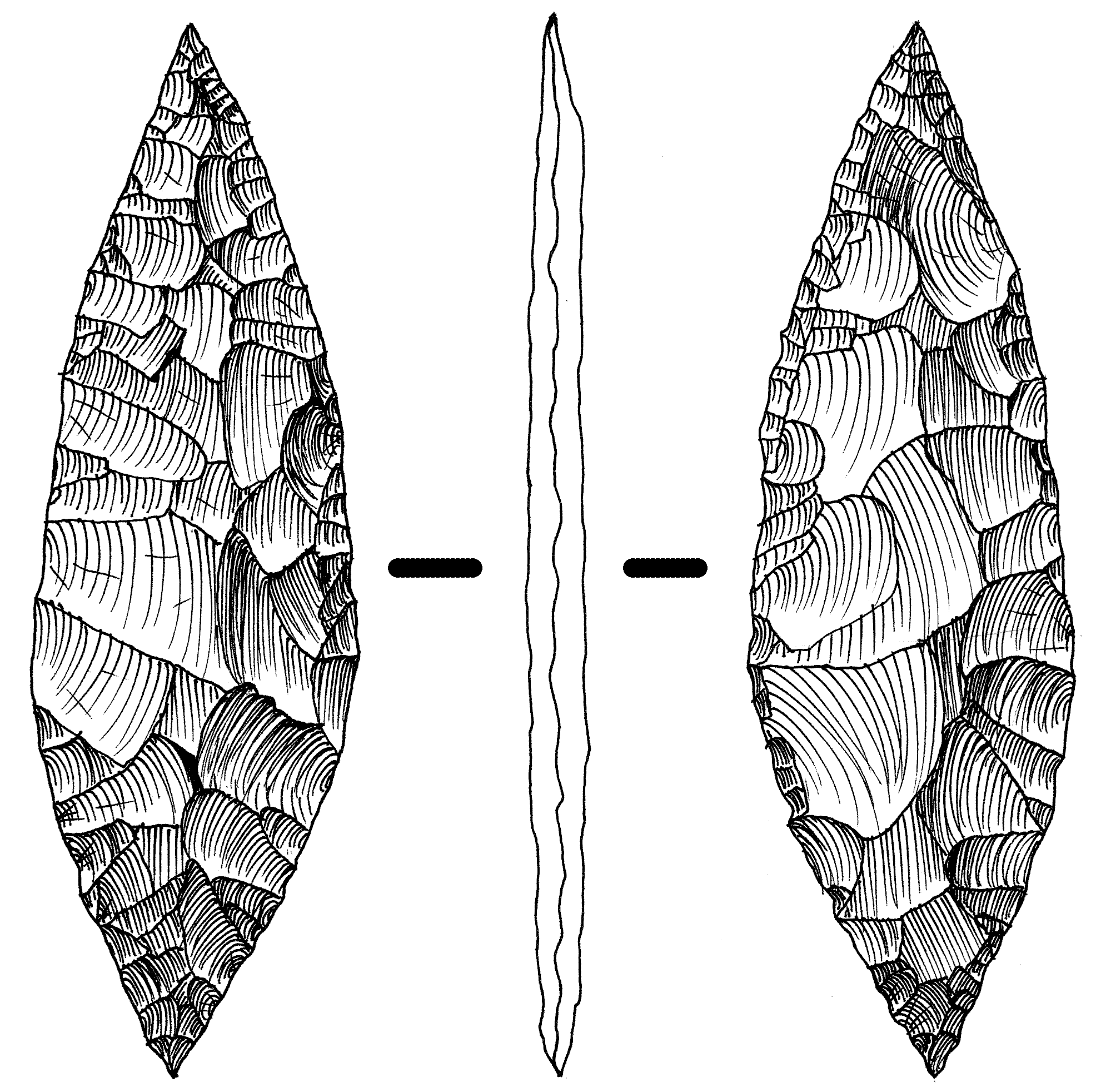
Solutréenpunt

Veel soorten puntige microlieten kunnen in deze categorie worden opgenomen, en speer- en pijlpunten van over de hele wereld. Enkele van de meest representatieve voorbeelden zijn:
- Driehoekige punten zijn de eenvoudigste en meest voorkomende. De eerste zijn de zogenaamde Moustérienpunten die, ondanks hun naam, al voorkomen in het vroegpaleolithicum, hoewel ze meer typerend zijn voor het middenpaleolithicum. De Levalloispunten hebben een vergelijkbare chronologie, hoewel hun vervaardiging conceptueel heel anders is. Driehoekige punten bleven gedurende de hele prehistorie bestaan en er werden exemplaren gevonden met een driehoekige morfologie, meer langwerpig (Gravettienpunten) of korter (Emiranpunten en Azilienpunten, al uit het epipaleolithicum).

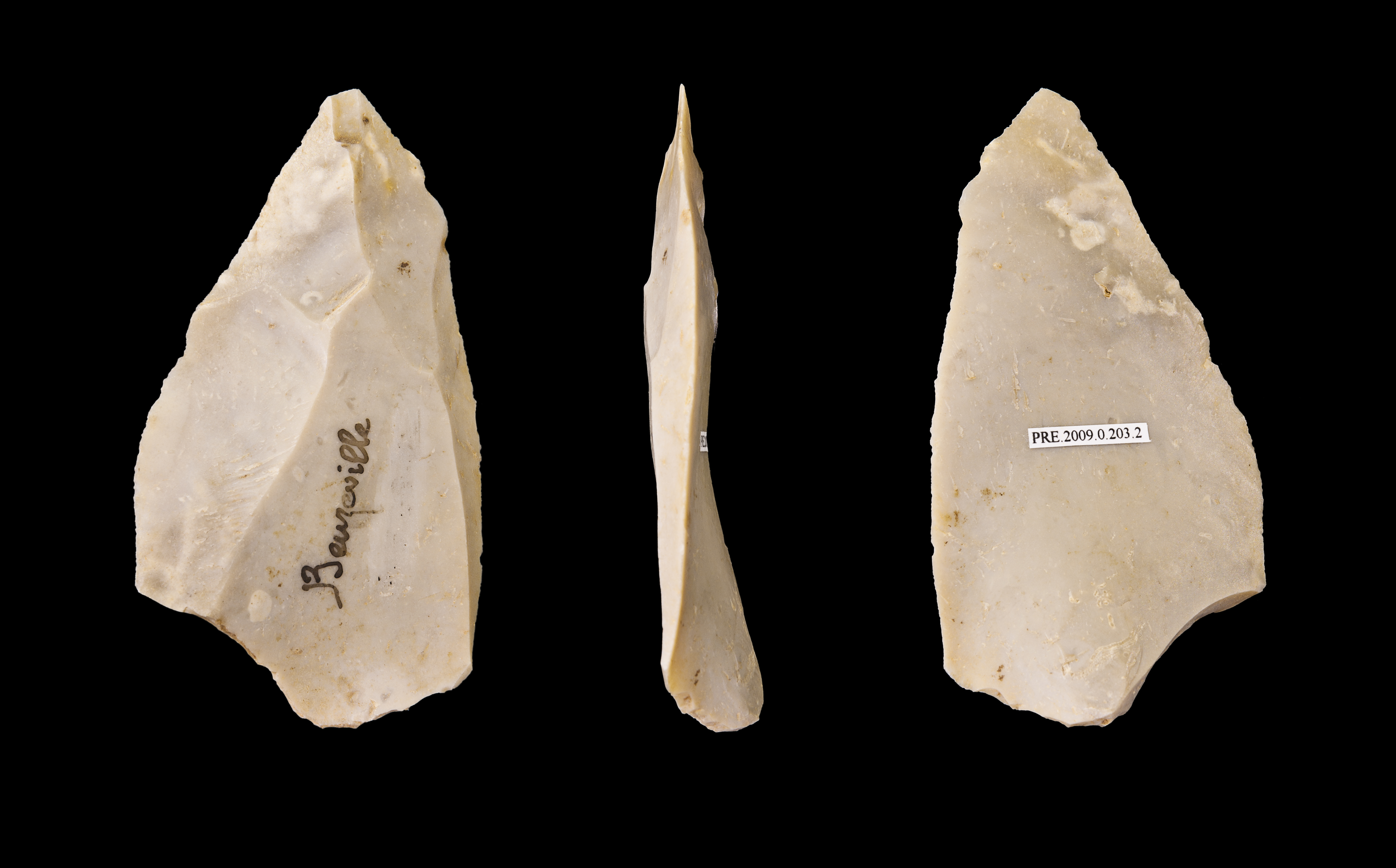
Levalloispunt
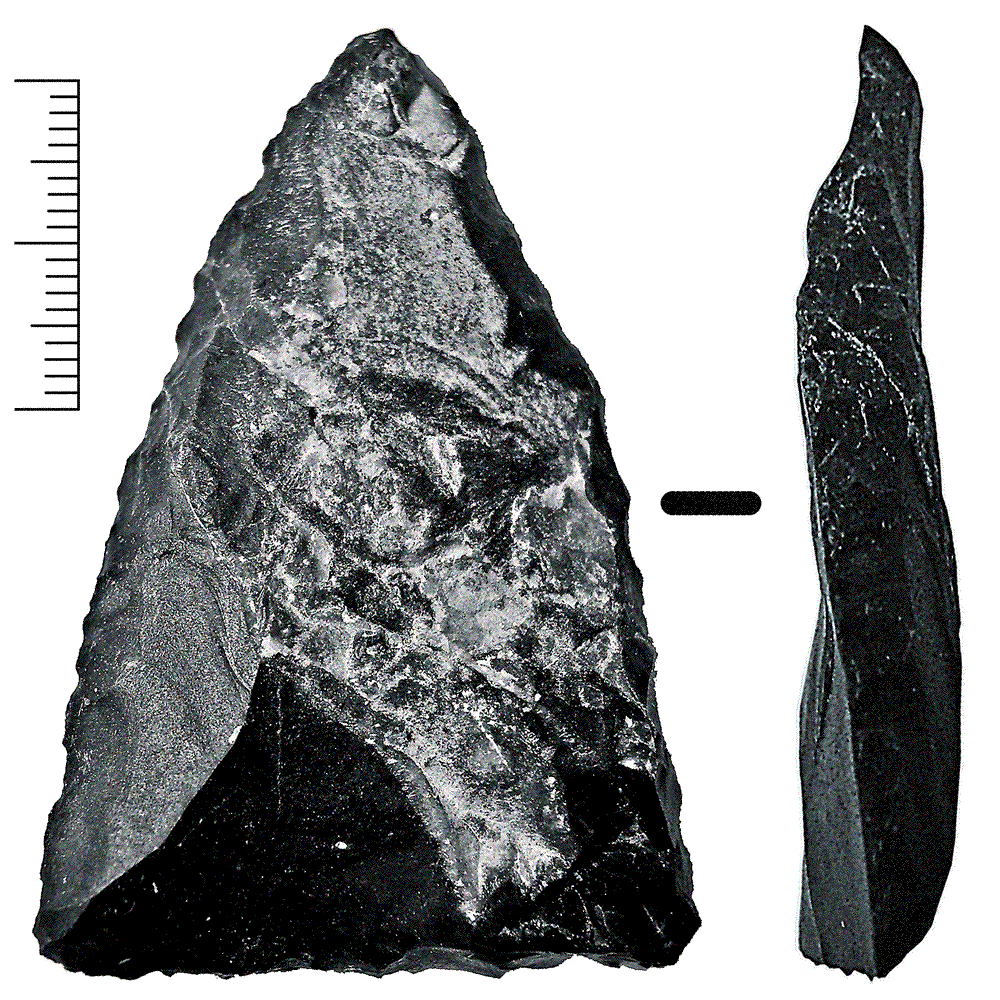
Moustérienpunt
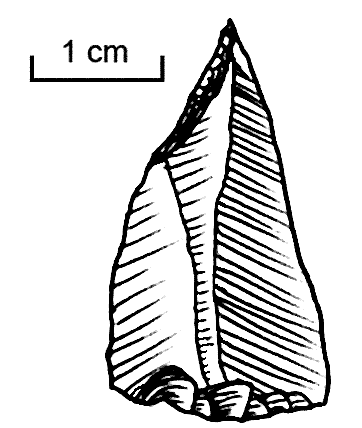
Emiranpunt
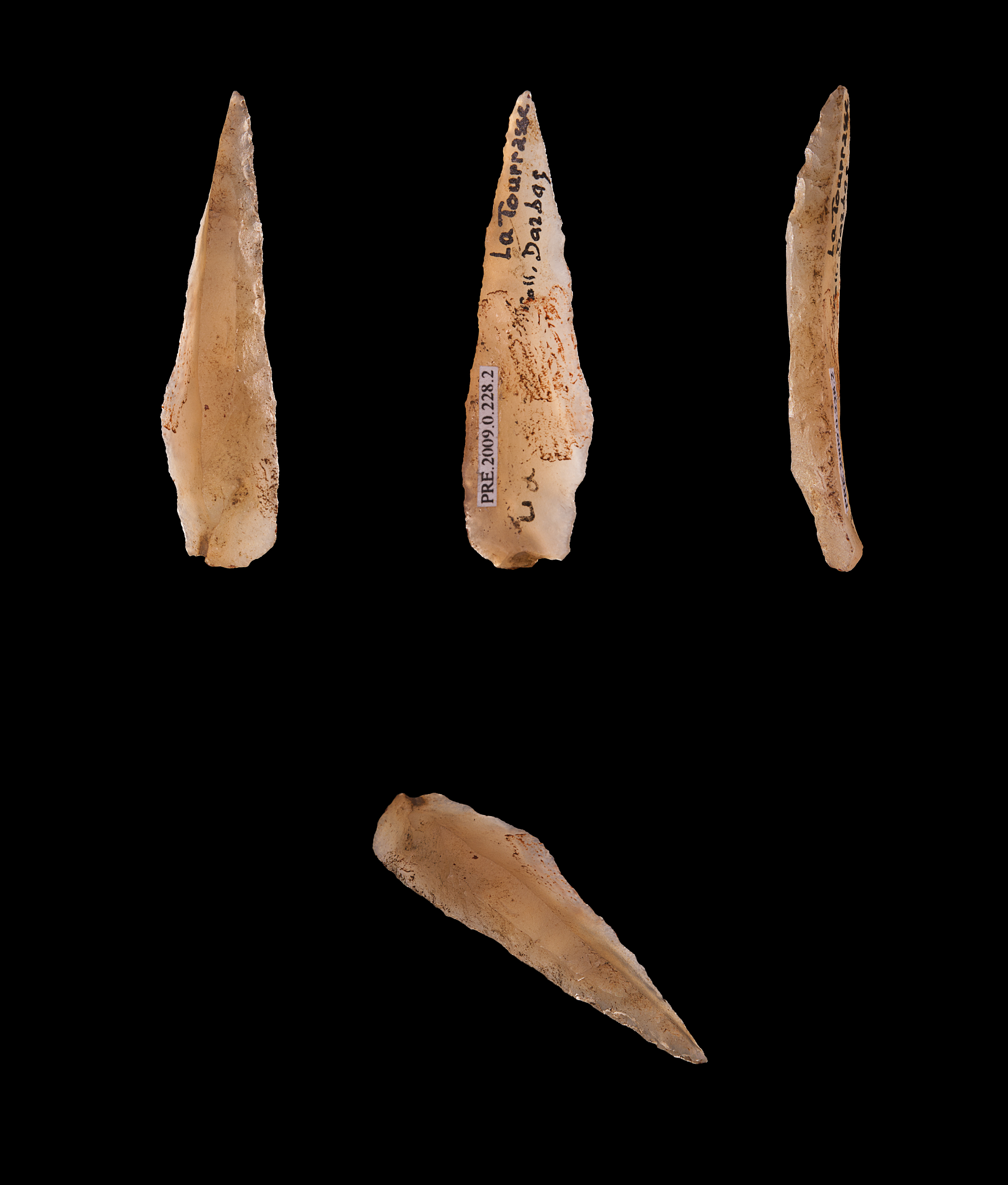
Azilienpunt

- Laterale inkepingspunten, zoals die uit de Middellandse Zee-Solutréen, de Kostjonkipunten uit het Midden-Europese laatpaleolithicum of de Sandiapunten uit de Amerikaanse lithische periode. In het Europese mesolithicum is er een lateraal gekerfd microlithische punt die Hamburgpunt wordt genoemd.
- Bifaciale bladpunten, zoals de bladvormige kling van het Solutréen, Szeletienpunten uit het initieel laatpaleolithicum van Midden-Europa, alsook in de lithische periode van Noord-Amerika, de Agate Basinpunt, enz.
- Punten met een concave basis, die veel van de Paleo-Amerikaanse projectielpuntmodellen omvatten, zoals de Cumberlandpunt, Midlandpunt, Plainviewpunt, en de punten van Clovis en Folsom. In Europa zijn de Markina Gorapunten gerelateerd aan de bovengenoemde Kostjonkipunten met een driehoekige vorm verkregen door bedekkende retouchering en een concave basis. In het epipaleolithicum van West-Azië wijzen we onder meer op de Bou Saadapunt, en in Noord-Afrika de Aïoun Berriche en, in Europa, de Tardenoisienpunt.

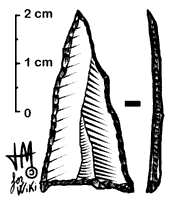
Tardenoispunt
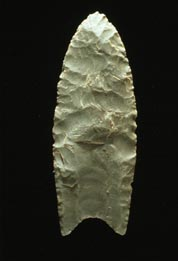
Clovispunt
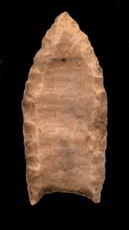
Folsompunt
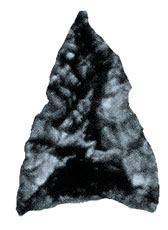
Holle basispunt

- Gesteelde punten waarvan er tientallen varianten zijn, afhankelijk van het type retouchering, de aan- of afwezigheid van laterale vinnen, de grootte en de morfologie van de steel. Onder de oudste kunnen we onder meer de gesteelde Levalloispunten uit het Afrikaanse Atérien noemen. In het laatpaleolithicum verschenen gesteelde stukken zoals de La Font-Robertpunt uit het Gravettien, de tweezijdige gesteelde punten uit het Spaanse Solutréen of de Teyjatpunt uit het Magdalénien en, al in de overgang naar het mesolithicum, de Ahrensburgpunt. Met de uitvinding van de pijl en boog tijdens het mesolithicum verschenen er talloze punten met een soort handvatlipje dat kan worden beschouwd als een steel voor pijlen (de Byblospunt in West-Azië, de Ounanpunt in het noorden van Afrika, de Corgnacpunt of Lingbypunt in Europa). De bladvormige klingen hebben hun eigen typologie en worden in het overeenkomstige artikel besproken

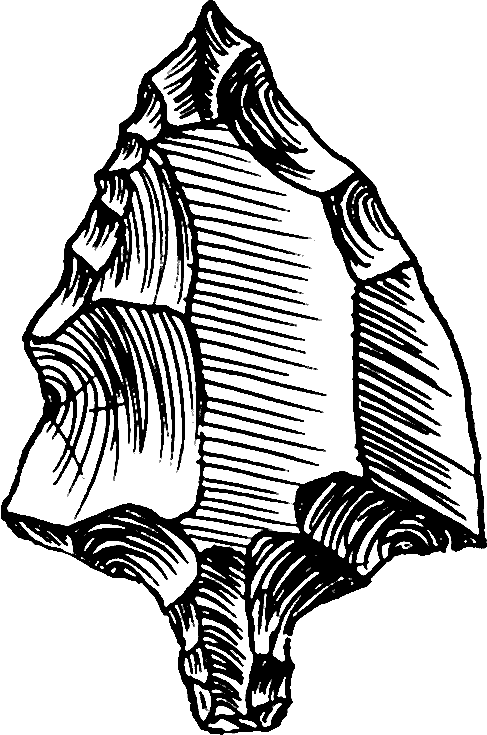
Atérienpunt
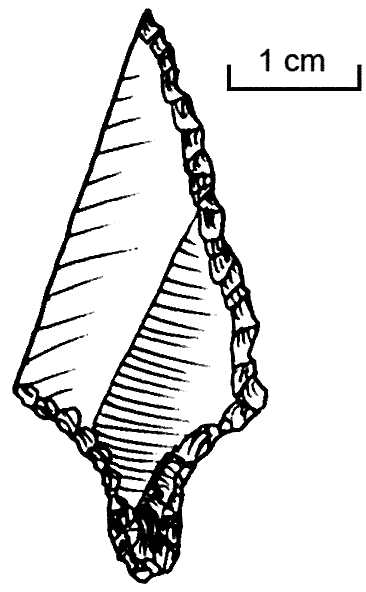
Ahrensburgpunt
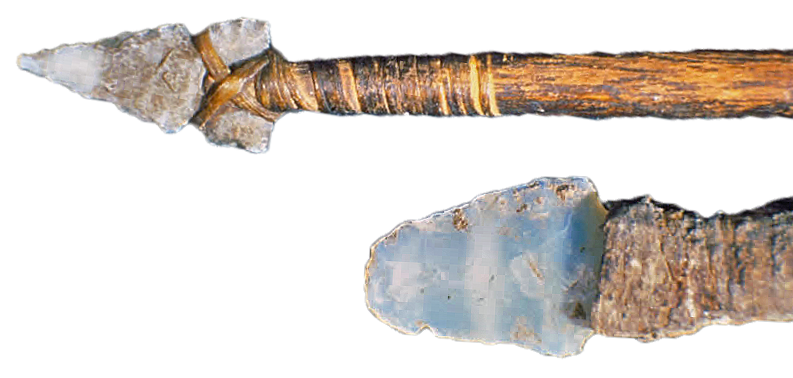
Mesa Verdepunten
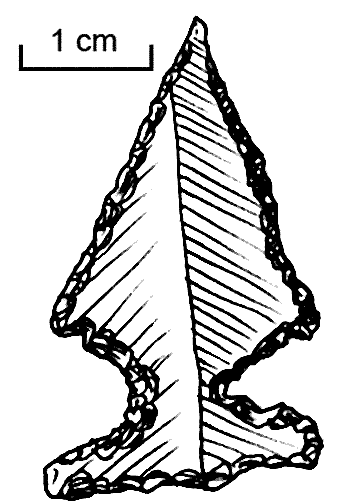
Khiamienpunt

- Visstaartpunten - Een speciaal geval vormen de projectielpunten van de lithische periode van Amerika, waarvan het bevestigingsgebied niet kan worden geclassificeerd als een eenvoudige steel, omdat het wordt gevormd door een of twee tegenover elkaar liggende inkepingen, die geen echte tong vormen, maar eerder op een spatel lijken of een vissenstaart. het is gebruikelijk om sommige ervan met die bijnaam te noemen: visstaartpunten (Scottsbluffpunt, Borax Lakepunt, Silver Lakepunt, Edenpunt, Mesa Verdepunt, Cueva Fellpunt, etc.). De meeste ervan hadden deel kunnen uitmaken van zowel projectiel- als werpwapens (dat wil zeggen, met of zonder boog, afhankelijk van hun afmetingen).

Hoewel zeer verschillend qua vervaardiging en grootte, heeft ook de Khiamienpunt, een niet-tweezijdige microlithische pijlpunt uit het epipaleolithicum van West-Azië, het bevestigingsgebied gevormd met twee tegenover elkaar liggende inkepingen.
- Library of Congress Control Number: sh85107373
- Nationale Bibliotheek van Israël: 987007538598605171